# Niushi
Niushi (kinesiska: 牛石镇, 牛石) är en köping i Kina. Den ligger i provinsen Sichuan, i den sydvästra delen av landet, omkring 160 kilometer söder om provinshuvudstaden Chengdu. Antalet invånare är 7 760. Befolkningen består av 3 812 kvinnor och 3 948 män. Barn under 15 år utgör 15,0 %, vuxna 15-64 år 71 %, och äldre över 65 år 13,0 %.
Genomsnittlig årsnederbörd är 1 554 millimeter. Den regnigaste månaden är juli, med i genomsnitt 399 mm nederbörd, och den torraste är januari, med 13 mm nederbörd.